# 10974 Carolalbert
Carolalbert (asteróide 10974) é um asteróide da cintura principal, a 2,129909 UA. Possui uma excentricidade de 0,1335596 e um período orbital de 1 407,75 dias (3,85 anos).
Carolalbert tem uma velocidade orbital média de 18,99684873 km/s e uma inclinação de 2,16796º.
Este asteróide foi descoberto em 29 de Setembro de 1973 por Cornelis van Houten, Ingrid van Houten-Groeneveld.